# Turnacum
Turnacum o Tornacum era una ciutat del nord de la Gàl·lia. Estava situada dins el territori dels Nervis. Els Itinerarium i la Notitia Imperium la mencionen i es diu que va existir una força militar anomenada Numerus Turnacensium.
Es parla també d'un Procurator Gynaecii Tornacensis Belgicae Secundae, que sembla que era un superintendent d'un cert nombre de dones que feien els vestits dels soldats. Jeroni d'Estridó, l'any 407, esmenta la ciutat com una de les principals de la Gàl·lia i al segle vii, Aldoè de Rouen, a la seva Vita Eligii, (Sant Eloi) diu de la ciutat quae quondam regalis extitit civitas (la ciutat es mostrava en altre temps digna d'un rei). La tomba del rei Khilderic I, mort el 481 es va trobar a la ciutat al segle xvii amb molts objectes de valor, incloent l'anell reial amb el nom Childirici Regis. Moltes monedes porten la inscripció Dvrnacos o Durnacus i algunes Dubno Rex. S'han trobat monedes romanes, algunes del temps d'August i d'altres més tardanes, de l'època de Claudi II el Gòtic i Tètric I.
És l'actual Tournai (neerlandès Doornik) a la província d'Hainaut (Bèlgica).